# 徐以貞
徐以貞（1456年—？），字本良，山東濟南府長山縣人，民籍，明朝政治人物。進士出身。

## 生平
早年出身縣學增廣生，中式山東鄉試第六十名舉人。成化十四年（1478年）登戊戌科進士。除寧晉縣知縣。丁內艱去職。服闋，奏乞再授寧晉獲准。擢福建道監察御史，因奏事不稱旨，出知松谿縣，遷霸州知州，擢工部郎中，監修河南藩王府第。劾中官周永冒費物料，改河南懷慶府知府，正德二年（1507年）十一月升河南左參政，四年三月升都察院右僉都御史、巡撫延綏，十月因遣女婿报捷，为给事中李宪等所劾，被劉瑾逮下锦衣卫鞫问，黜为民。五年四月召起復右佥都御史，五月令巡歷保定等处兼理屯田，劉瑾倒台，以瑾黨降二级，謫鳳翔府同知。正德七年（1512年），乞骸骨歸里，以原官都御史致仕。

## 家族
曾祖徐思敬，贈知縣。祖父徐麟，曾任通判。父徐讚，國子生。母劉。慈侍下。弟惟貞、有貞。